# Liste des chapitres de One Piece (6e partie)
 (avril 2025).
 (août 2025).
 (août 2025).
Si vous disposez d'ouvrages ou d'articles de référence ou si vous connaissez des sites web de qualité traitant du thème abordé ici, merci de compléter l'article en donnant les références utiles à sa vérifiabilité et en les liant à la section « Notes et références ».
Cet article est un complément de l’article sur le manga One Piece. Il contient la liste des volumes du manga parus en presse à partir du tome 101, avec les chapitres qu’ils contiennent. Il fait suite à Liste des chapitres de One Piece (5e partie).
Pratiquement tous les chapitres commencent par une page d’entête racontant de manière muette une petite histoire à suivre sur les aventures d’un ou de plusieurs personnages secondaires.
- Au Japon, la série compte 112 tomes en date du 4 juillet 2025. Le tome 113 sortira en 2025.
- En France, la série compte 109 tomes en date du  2 avril 2025. Le tome 110 sortira le 30 septembre 2025.

## Volumes reliés

### Tomes 101 à 110
| no | Japonais          | Japonais          | Français          | Français          |
| no | Date de sortie    | ISBN              | Date de sortie    | ISBN              |
| --- | ----------------- | ----------------- | ----------------- | ----------------- |
| 101 | 3 décembre 2021   | 978-4-08-883003-2 | 4 mai 2022        | 978-2-344-05214-3 |
| Titre du volume : Place aux têtes d'affiche (花形登場, Hanagata Tōjō) Personnages en couverture : Kaido, Brook, Nami et FrankyListe des chapitres : - Ch.1016 : C'est moi, O-Tama ! (お玉でやんす!!, Otama deyansu!!) Nami achève Ulti avec l'aide de Zeus, tandis que Yamato et Kaido commencent leur affrontement. - Ch.1017 : Ordres (号令, Gōrei) Tama parvient à diffuser à travers Onigashima ses ordres aux Gifters qu'elle a apprivoisés, provoquant le chaos au sein de l'équipage des cent bêtes. - Ch.1018 : Jinbe vs Who's Who (ジンベエVSフーズ・フー, Jinbē Bāsasu Fūzu Fū) Après plusieurs échanges de coups, Jinbe parvient à vaincre Who's Who. - Ch.1019 : Héliceratops (ヘリケラトプス, Herikeratopusu) Après plusieurs échanges de coups, Franky parvient à vaincre Sasaki. - Ch.1020 : Robin vs Black Maria (ロビンVSブラックマリア, Robin Bāsasu Burakkumaria) Robin combat Black Maria avec l'aide de Brook. - Ch.1021 : Demonio (デモニオ, Demonio) Robin bat Black Maria. - Ch.1022 : Place aux têtes d'affiche (花形登場, Hanagata Tōjō) Chavipère affronte Slurp tandis que Zoro et Sanji combattent les superstars, King et Queen. - Ch.1023 : Comme deux gouttes d’eau (瓜二つ, Uri Futatsu) Au fur et à mesure que les combats progressent, Shinobu accède à la requête de Momonosuké qui consiste à le vieillir de 20 ans, le faisant ainsi transformer en un gigantesque dragon. - Ch.1024 : Untel (某, Bō) Alors qu'elle se bat contre son père, Yamato se souvient des samouraïs qui l'avaient aidée lorsque Kaido l'avait emprisonnée lorsqu'elle était âgée de 8 ans. - Ch.1025 : Telle une peinture à deux dragons (双龍図, Sōryū-zu) Momonosuke emmène Luffy sur le dôme d'Onigashima afin qu'il puisse à nouveau affronter Kaido. |                   |                   |                   |                   |
| Résumé : - Arc Pays des Wa (12e partie) |                   |                   |                   |                   |
| 102 | 4 avril 2022      | 978-4-08-883120-6 | 14 septembre 2022 | 978-2-344-05215-0 |
| Titre du volume : Un moment décisif (天王山, Tennōzan) Personnages en couverture : Kaido, Sanji Vinsmoke, Monkey D. Luffy, Roronoa Zoro, Momonosuké Kozuki, Queen et KingListe des chapitres : - Ch.1026 : Un moment décisif (天王山, Tennōzan) Alors que Luffy et Momonosuké combattent Kaido, Caborage et Chavipère réussissent à vaincre respectivement Jack et Slurp. - Ch.1027 : Un péril qui dépasse l'imagination (想像を超える危機, Sōzō o koeru kiki) Alors que Momonosuké tente d'empêcher Onigashima d'atteindre la capitale des fleurs, Zoro se retrouve submergé par la puissance de King. - Ch.1028 : Brachioreptilaurus (ブラキオ蛇ウルス, Burakiojaurusu) L'exosquelette de Sanji commence à s'éveiller lors de son combat contre Queen. - Ch.1029 : La tour (塔, Tawā) Après avoir trouvé son point faible, Killer bat Hawkins. - Ch.1030 : L'écho de l’impermanence des choses (諸行無常の響きあり, Shogyōmujō no Hibiki Ari) Tandis qu'Orochi ordonne à Kanjuro de détruire Onigashima en mettant le feu à l'arsenal situé au sous-sol du château, Law et Kidd révèlent les pouvoirs éveillés de leurs fruits du démon et ils réussissent à blesser Big Mom. - Ch.1031 : Le guerrier de la science (科学の戦士, Kagaku no Senshi) Après une remise en question, Sanji décide de détruire sa Raid Suit plutôt que de l'utiliser dans son combat contre Queen. - Ch.1032 : Le sabre bien-aimé d'Oden (おでんの愛刀, Oden no Aitō) Alors que Guernica et Maha commencent à se battre contre Apoo et Drake, Zoro tente sans succès de blesser King et Orochi retrouve "Komurasaki" dans le château. - Ch.1033 : Kozaburo Shimotsuki (霜月コウ三郎, Shimotsuki Kōzaburō) Après s'être rappelé de Kozaburo Shimotsuki dans les souvenirs d'enfance, Zoro parvient à maîtriser Enma en enveloppant ses lames de fluide royal. - Ch.1034 : Sanji vs Queen (サンジエVSクイーン, Sanji Bāsasu Kuīn) Malgré l'utilisation par Queen des techniques des Germa 66, Sanji réussit à vaincre ce dernier en utilisant sa technique "Jambe à l'ifrit". - Ch.1035 : Zoro vs King (ゾロエVSキング, Zoro Bāsasu Kingu) Après que Zoro ait compris le fonctionnement du corps de King, il parvient à vaincre la superstar. |                   |                   |                   |                   |
| Résumé : - Arc Pays des Wa (13e partie) |                   |                   |                   |                   |
| 103 | 4 août 2022       | 978-4-08-883190-9 | 7 décembre 2022   | 978-2-344-05216-7 |
| Titre du volume : Le guerrier libérateur (解放の戦士, Kaihō no Senshi) Personnages en couverture : Monkey D. Luffy, Trafalgar D. Water Law, Kaido et Eustass KiddListe des chapitres : - Ch.1036 : La voie du samouraï réside dans la mort (武士道と云うは死ぬことと見つけたり, Bushidō to Iu wa Shinu Koto to Mitsuketari) Alors que toutes les superstars ont été vaincues, Yamato continue de poursuivre le moine enflammé tandis que Guernica et Maha battent Zanki et Drake. - Ch.1037 : L'ivresse du dragon divin (酒龍八卦, Shuron Hakke) Kaido entre dans un état d'invresse et il attaque Luffy. Pendant ce temps, alors que le conseil des cinq doyens discute des événements qui ont lieu au pays des Wa, Zunesh arrive près de ses côtes. - Ch.1038 : Kidd et Law vs Big Mom (キッドとローVSビッグ・マム, Kiddo to Rō Bāsasu Biggu Mamu) Tandis que Yamato se bat contre le moine enflammé, Izo s'apprête à se battre contre Guernica et Maha. Après avoir été submergés par Big Mom, Kidd et Law lancent de puissantes attaques contre elle. - Ch.1039 : Le dernier à briller (大トリ, Ōtori) Kidd et Law utilisent leurs dernières forces pour blesser gravement Big Mom. - Ch.1040 : Vain comme une prière à la nouvelle génération (新世代の耳にも念仏, Gaki no Mimi ni mo Nenbutsu) Après une dernière attaque, Kidd et Law parviennent à vaincre Big Mom. - Ch.1041 : Komurasaki (小紫, Komurasaki) Alors que Raizo sort vainqueur de son combat contre Fukurokuju, Komurasaki révèle sa véritable identité à Orochi, et Izo, au prix de sa vie, parvient à vaincre Maha. Pendant ce temps, Luffy tente de vaincre Kaido avant qu'il ne soit à bout de forces. - Ch.1042 : Les vainqueurs n’ont pas besoin d’épithète (「枕詞は“勝者”にゃつかねェ」, Makurakotoba wa "Shōsha" nya Tsuka Nē) Luffy et Kaido se battent férocement, mais alors qu'ils préparent leurs attaques finales, Guernica distrait Luffy et Kaido lui assène ainsi un coup dévastateur. - Ch.1043 : Mourons ensemble !! (一緒に死のうよ!!!, Issho ni Shinō yo!!!) Après avoir vaincu Luffy, Kaido attaque l'alliance en leur demandant de livrer Momonosuké afin qu'il annonce sa reddition. Cependant, alors que Zunesh déclare que Joy Boy est de retour, le corps de Luffy subit une transformation. - Ch.1044 : Le guerrier libérateur (解放の戦士, Kaihō no Senshi) Alors que le conseil des cinq doyens révèle la véritable identité du fruit du Gum Gum, Luffy nomme l'éveil de son fruit du démon "Gear 5" et il reprend son combat contre Kaido. - Ch.1045 : Next level (NEXTLEVEL, Nekusuto Reberu) Dans son combat contre Kaido, Luffy utilise le Gear 5 pour manipuler son environnement comme du caoutchouc et pour changer librement la forme de son corps. - Ch.1046 : Raizo (雷ぞう, Raizō) Tandis que Luffy et Kaido continue leur combat et qu'Onigashima commence à tomber, Raizo, avec l'aide de Jinbe, active son plan pour éteindre l'incendie qui ravage l'île. |                   |                   |                   |                   |
| Résumé : - Arc Pays des Wa (14e partie) |                   |                   |                   |                   |
| 104 | 4 novembre 2022   | 978-4-08-883287-6 | 19 avril 2023     | 978-2-344-05217-4 |
| Titre du volume : Momonosuké Kozuki, shogun du pays des Wa (ワノ国将軍光月モモの助, Wano Kuni Shōgun Kōzuki Momonosuke) Personnages en couverture : Momonosuké Kozuki, Monkey D. Luffy et Hiyori KozukiListe des chapitres : - Ch.1047 : Dans le ciel de la capitale (都の空, Miyako no Sora) Alors qu'Onigashima arrive dans le ciel au-dessus de la capitale des fleurs, Luffy et Kaido se préparent à mettre fin à leur combat. - Ch.1048 : Vingt ans (二十年, Ni Tōnen) Tandis que Luffy et Kaido déclenchent leurs attaques finales, Denjiro sauve Hiyori et décapite Orochi une bonne fois pour toutes. - Ch.1049 : Ce monde qu'il faut bâtir (目指すべき世界, Mezasubeki Sekai) Luffy parvient à vaincre Kaido et Momonosuké crée ses propres nuages de flammes pour faire atterrir Onigashima en toute sécurité. - Ch.1050 : Honneur (誉れ, Homare) Alors que l'alliance célèbre sa victoire sur l'équipage des cent bêtes, Hiyori et Denjiro se préparent à présenter le nouveau shogun du pays des Wa au peuple. - Ch.1051 : Momonosuké Kozuki, shogun du pays des Wa (ワノ国将軍光月モモの助, Wano Kuni Shōgun Kōzuki Momonosuke) Momonosuké annonce aux habitants du pays des Wa que Kaido, Orochi et l'équipage des cent bêtes ont tous été vaincus et il se proclame comme étant le nouveau shogun du pays des Wa. - Ch.1052 : Un jour nouveau (新しい朝, Atarashī Asa) Une semaine après le Raid, l'équipage de Chapeau de paille et le clan Kozuki prennent le temps de se détendre, tandis que le journal contenant les nouvelles primes et les noms des nouveaux Empereurs est publié et que l'amiral Ryokugyu arrive au pays des Wa. - Ch.1053 : Les nouveaux Empereurs (新しい皇帝達, Atarashī Kōtei-tachi) Alors que Ryokugyu passe à l'action à Wano, le festival commence et le journal révèle les nouvelles primes de Luffy, Law et Kidd, mais aussi que Luffy, Baggy, Shanks et Barbe Noire sont désormais les membres des "Quatre Empereurs". - Ch.1054 : L'Empereur des flammes (炎帝, Entei) Alors que les fourreux rouges, Yamato et Momonosuké se battent contre Ryokugyu, l'équipage de Shanks le Roux navigue près du pays des Wa et Sakazuki discute des événements récents lors d'une réunion, en particulier des actions de Sabo. - Ch.1055 : Une nouvelle ère (新時代, Shin Jidai) Les samouraïs continuent de combattre Ryokugyu mais ce dernier fuit le pays des Wa après que Shanks ait déclenché une puissante vague de fluide royal contre lui depuis les côtes. |                   |                   |                   |                   |
| Résumé : - Arc Pays des Wa (15e partie) |                   |                   |                   |                   |
| 105 | 3 mars 2023       | 978-4-08-883436-8 | 30 septembre 2023 | 978-2-344-05218-1 |
| Titre du volume : Le rêve de Luffy (ルフィの夢, Rufi no Yume) Personnages en couverture : Baggy, Shanks, Carrot, Marshall D. Teach et Monkey D. LuffyListe des chapitres : - Ch.1056 : Cross Guild (CROSS GUILD, Kurosu Girudo) - Ch.1057 : Rideau (終幕, Shūmaku) - Ch.1058 : Le nouvel Empereur (新皇帝, Shin Kōtei) - Ch.1059 : L'incident du colonel Kobby (ビー大佐のー件, Kobī Taisa no Jiken) - Ch.1060 : Le rêve de Luffy (ルフィの夢, Rufi no Yume) - Ch.1061 : L'île futuriste d'Egg Head (未来島エッグへッド, Miraijima Egguheddo) - Ch.1062 : Aventure au pays de la science (科学の国の冒険, Kagaku no Kuni no Bōken) - Ch.1063 : Ma seule famille (たった1人の家族, Tatta Ichiri no Kazoku) - Ch.1064 : Egg Head, étage du laboratoire (エッグヘッド研究層, Egguheddo Rabo Fēzu) - Ch.1065 : Les six Végapunk (6人のベガパンク, Rokunin no Begapanku) |                   |                   |                   |                   |
| Résumé : - Arc Pays des Wa (16e partie) - Arc Egg Head (1re partie) |                   |                   |                   |                   |
| 106 | 4 juillet 2023    | 978-4-08-883644-7 | 6 décembre 2023   | 978-2-344-05219-8 |
| Titre du volume : Le rêve d'un génie (天才の夢, Tensai no Yume) Personnages en couverture : Brook, Tony-Tony Chopper, Nico Robin, Monkey D. Luffy, Jinbe, Sanji Vinsmoke, Roronoa Zoro, Usopp, Nami et FrankyListe des chapitres : - Ch.1066 : La volonté d'Ohara (オハラの意志, Ohara no Ishi) - Ch.1067 : Punk Records (PUNK RECORDS, Panku Rekōzu) - Ch.1068 : Le rêve d'un génie (天才の夢, Tensai no Yume) - Ch.1069 : Tout ce qui naît en ce monde a été désiré (万物は望まれて、この世に生まれる, Banbutsu wa Nozomarete, Kono Yo ni Umareru) - Ch.1070 : Les humains les plus forts (最強の人類, Saikyō no Jinrui) - Ch.1071 : Le héros passe à l'attaque (英雄出撃, Eiyū Shutsugeki) - Ch.1072 : Le poids des souvenirs (記憶の重さ, Kioku no Omosa) - Ch.1073 : Miss Buckingham Stussy (ミス・バッキンガム・ステューシー, Misu Bakkingamu Sutyūshī) - Ch.1074 : Mark III (マークⅢ, Māku Surī) - Ch.1075 : "Death game" à l'étage du laboratoire (研究層 DEATH GAME, Rabofēzu Desu Gēmu) - Ch.1076 : De vieux amis (旧友, Kyūyū) |                   |                   |                   |                   |
| Résumé : - Arc Egg Head (2e partie) |                   |                   |                   |                   |
| 107 | 2 novembre 2023   | 978-4-08-883785-7 | 3 avril 2024      | 978-2-344-05891-6 |
| Titre du volume : Le héros de la légende (伝説の英雄, Densetsu no Eiyū) Personnages en couverture : Nefertari Cobra, Monkey D. Garp, Morgans, Kobby, Sabo, Prince Gles, Kujaku, Monkey D. Luffy, Hibari et HermepListe des chapitres : - Ch.1077 : J'aurais dû m'en apercevoir plus tôt (早く気づくべきだった, Hayaku Kizukubekidatta) Alors que Zoro comprend que les Séraphins ont les mêmes pouvoirs que le lunaria King, Shaka est tué par un mystérieux assassin. - Ch.1078 : Course contre la montre (脱出リミット, Dasshutsu Rimitto) Tandis que l'équipage de Chapeau de paille et les agents du CP-0 continuent de combattre les Séraphins, York se révèle comme étant la traîtresse. - Ch.1079 : L'équipage de l'Empereur Shanks le Roux (「四皇」赤髪海賊団, 'Yonkō' Akagami Kaizoku-dan) À Erbaf, l'équipage de Kidd est complètement anéanti par Shanks, Dorry et Broggy. - Ch.1080 : Le héros de la légende (伝説の英雄, Densetsu no Eiyū) Garp et le "Sword" arrivent sur l'île aux pirates de Ruche pour sauver Kobby des commandants de l'équipage de Barbe Noire. - Ch.1081 : Kuzan, commandant du 10e navire de l’équipage de Barbe Noire (黒ひげ海賊団10番船船長クザン, Kurohige Kaizokudan 10-ban-sen Senchō Kuzan) Alors que Kuzan force Garp à se battre contre lui sur l'île aux pirates de Ruche, l'équipage du "Heart" est vaincu par Barbe Noire sur Winner Island, et Bepo parvient à s'échapper avec Law. - Ch.1082 : Allons nous en emparer ! (取りに行こうぜ!!, Tori ni Ikou ze!!) Tandis que Baggy déclare à ses hommes qu'il souhaite s'emparer du "One Piece", Sabo retourne au royaume de Kédétrav avec de nombreux habitants du royaume de Lulusia. - Ch.1083 : La vérité sur ce jour-là (あの日の真実, Ano Hi no Shinjitsu) Sabo raconte à Dragon et Ivankov ce qu'il s'est passé pendant la Rêverie à Marie-Joie un mois plus tôt, où l'armée révolutionnaire a combattu les amiraux et où Cobra s'est préparé à rencontrer le conseil des cinq doyens. - Ch.1084 : Tentative de meurtre contre un dragon céleste (天竜火殺火未遂事件, Tenryūbito Satsujin Misui Jiken) Alors que Charloss échoue de capturer Shirahoshi une nouvelle fois, Imu apparaît sur le trône vacant pendant que Cobra parlait au conseil des cinq doyens. - Ch.1085 : La mort de Nefertari Cobra (ネフェルタリ・コブラ死す, Neferutari Kobura Shisu) Sabo tente d'intervenir pour sauver Cobra d'Imu et du conseil des cinq doyens, mais il est obligé de fuir seul en raison des mystérieux pouvoirs des dirigeants du gouvernement mondial. - Ch.1086 : Le conseil des cinq doyens (五老星, Gorōsei) Alors que Sabo finit son rapport à Dragon et Ivankov, Myosgard est exécuté par Figarland Garling, le commandant en chef de l'ordre des chevaliers divins. - Ch.1087 : Punching-cuirassés (軍艦バッグ, Gunkan Baggu) Alors que Garp, Kobby, Hermep et Prince Gles continuent de combattre l'équipage de Barbe Noire, Pizarro se prépare à détruire le navire de la Marine. - Ch.1088 : Dernière leçon (最後の授業, Saigo no Jugyō) Kobby parvient à sauver le navire de l'attaque de Pizarro pendant que Garp reste sur l'île aux pirates de Ruche pour protéger ses camarades. |                   |                   |                   |                   |
| Résumé : - Arc Egg Head (3e partie) |                   |                   |                   |                   |
| 108 | 4 mars 2024       | 978-4-08-884013-0 | 5 octobre 2024    | 978-2-344-06133-6 |
| Titre du volume : Un monde dans lequel mieux vaut mourir (死んだ方がいい世界, Shinda Hō ga ī Sekai) Personnages en couverture : Borsalino, Jewelry Bonney, Monkey D. Luffy, Franky, Végapunk, Atlas, Sanji Vinsmoke et SentomaruListe des chapitres : - Ch.1089 : Prise d'otage (立てこもり事件, Tatekomori Jiken) Alors qu'un tremblement de terre se produit partout dans le monde et fait monter le niveau des océans d'un mètre, la flotte qui encercle Egg Head ainsi que le conseil des cinq doyens apprennent que York est retenue en otage par l'équipage de Chapeau de paille. - Ch.1090 : Kizaru (黄猿, Kizaru) Tandis que l'équipage de Chapeau de paille prépare son plan d'évasion jusqu'à Erbaf, Rob Lucci révèle de nombreuses informations à Saturn et à la Marine, et Kizru débarque sur l'île en attaquant Sentomaru. - Ch.1091 : Sentomaru (戦桃丸, Sentōmaru) Kizaru parvient à vaincre Sentomaru et à atteindre l'étage du laboratoire afin d'éliminer Végapunk, mais il se retrouve confronté à Luffy. - Ch.1092 : La folle incursion de Kuma le tyran sur la Terre Sainte (暴君くま聖地暴走事件, Bōkun Kuma Seichi Bōsō Jiken) Alors que la veille, Kuma a réussi à échapper aux attaques de Sakazuki sur Marie-Joie, Luffy combat Kizaru sur Egg Head avec son "Gear Fourth" puis son "Gear Fifth". - Ch.1093 : Luffy versus Kizaru (ルフィVS黄猿, Rufi Bāsasu Kizaru) Alors que Luffy continue de combattre Kizaru, Atlas parvient à reprendre le contrôle des Pacifistas en descendant jusqu'à l'étage de l'usine avec Végapunk, Sanji et Franky. - Ch.1094 : Saint Jaygarcia Saturn du conseil des cinq doyens, dieu guerrier de la science et de la défense (“五老星” 科学防衛武神ジェイガルシア・サターン聖, "Gorōsei" Kagaku Bōei Bujin Jeigarushia Satān Sei) Tandis que Luffy et Kizaru terminent leur combat sur un match nul, Saturn débarque sur Egg Head devant Végapunk et ses alliés grâce à un cercle magique. - Ch.1095 : Un monde dans lequel mieux vaut mourir (死んだ方がいい世界, Shinda Hō ga ī Sekai) Saturn parvient à capturer Bonney et alors que la Marine s'apprête à l'exécuter, elle se remémore les souvenirs de l'enfance de son père, Bartholomew Kuma. - Ch.1096 : Mon p'tit Kuma (くまちー, Kuma-chī) Kuma, Ivankov et Ginney parvient à s'échapper de God Valley lorsqu'une gigantesque bataille commence, et Kuma et Ginney commencent leur vie en liberté au royaume de Sorbet. - Ch.1097 : Ginney (ジニー, Jinī) Alors que Kuma et Ginney rejoignent l'armée de la liberté (devant plus tard l'armée révolutionnaire) après que ces derniers aient sauvé leur pays, Ginney est enlevée par de mystérieux assaillants. - Ch.1098 : La naissance de Bonney (ボニー誕生, Bonī Tanjō) Tandis que Ginney décède après avoir ramené son bébé né de son mariage avec un dragon céleste jusqu'au royaume de Sorbet, Kuma tente de trouver un moyen de guérir Bonney après qu'elle a contracté la même maladie que sa mère quelques années plus tard. - Ch.1099 : Pacifiste (平和主義者, Heiwa Shugi-sha) Kuma devient un criminel après avoir empêché le retour du despotique roi Kourbett au royaume de Sorbet, et après avoir parcouru le monde à la recherche d'un traitement pour Bonney, Dragon lui conseille d'aller rencontrer Végapunk dans son laboratoire. - Ch.1100 : Merci, Bonney (ありがとうボニー, Arigatō Bonī) Alors que Kuma accepte les nombreuses conditions de Saturn pour que Végapunk puisse guérir Bonney, cette dernière est ramenée guérie au royaume de Sorbet quelques mois après tandis que Kuma commence sa vie de grand corsaire. |                   |                   |                   |                   |
| Résumé : - Arc Egg Head (4e partie) |                   |                   |                   |                   |
| 109 | 4 juillet 2024    | 978-4-08-884196-0 | 2 avril 2025      | 978-2-34-406134-3 |
| Titre du volume : Toujours de ton côté (きみの味方, Kimi no Mikata) Personnages en couverture : Monkey D. Luffy, Jewelry Bonney, Bartholomew Kuma, Sentomaru, Borsalino, Végapunk et StussyListe des chapitres : - Ch.1101 : Ma chère Bonney (ボニーへ, Bonī e) Tandis que Kuma continue de travailler pour le compte du Gouvernement mondial, Bonney parvient à vaincre Alpha et à prendre la mer. - Ch.1102 : La vie de Kuma (くまの人生, Kuma no Jinsei) Alors que Bonney commence sa carrière de pirate avec l'intention de retrouver son père, Végapunk efface à contrecœur la conscience de Kuma. - Ch.1103 : Pardon, papa (ごめんね、お父さん, Gomen ne, Otō-san) Dans le présent, Saturn révèle à Bonney qu'il est à la cause de tous les maux causés à sa famille, mais Kuma arrive pour sauver sa fille au moment où le doyen allait l'exécuter. - Ch.1104 : Merci, papa (ありがとう、お父さん, Arigatō, Otō-san) Kuma attaque Saturn avec un puissant coup de poing, mais ce dernier se régénère et il ordonne un Buster Call sur Egg Head. - Ch.1105 : Le comble du ridicule (愚の骨頂, Gu no Kotchō) Alors que le Buster Call débute, Saturn ordonne aux Pacifistas de tuer Kuma et Bonney, tandis qu'un groupe inconnu fait route vers Egg Head. - Ch.1106 : Toujours de ton côté (きみの味方, Kimi no Mikata) Bonney apprend que Végapunk lui a donné l'autorité suprême dans l'ordre d'allégeance des Pacifistas, et Saturn empale le scientifique en guise de représailles. Alors que Luffy sauve Kuma et Bonney de Kizaru avec son Gear 5, l'équipage des géants débarque sur Egg Head. - Ch.1107 : Je te cherchais ! (あんたを探してたんだ!!, Anta o Sagashitetanda!!) Tandis que Luffy et Sanji combattent Saturn et Kizaru, Caribou rencontre Van Augur et Devon afin de leur demander de l'emmener jusqu'à Barbe Noire. - Ch.1108 : Allô le monde, vous m'entendez ? (応答せよ、世界, Ōtō seyo, Sekai) Alors que Saturn attaque Luffy et Sanji avec sa forme animale, Kizaru parvient à tuer Végapunk tandis qu'un message promettant la vérité sur le monde commence à être diffusé. - Ch.1109 : Empêcher à tout prix (阻止, Soshi) Tandis que Végapunk laisse 10 minutes aux citoyens du monde entier le temps de s'équiper avant de commencer à parler, Saturn décide de faire venir les autres doyens sur Egg Head afin d'empêcher la diffusion du message à temps. - Ch.1110 : Apparitions divines (降星, Kōsei) Alors que le conseil des cinq doyens est entièrement réuni sur Egg Head dans leurs formes Zoan, Zoro parvient à vaincre Lucci. Luffy est attaqué par Ju Peter, mais il est sauvé par Dorry et Broggy. |                   |                   |                   |                   |
| Résumé : - Arc Egg Head (5e partie) |                   |                   |                   |                   |
| 110 | 1er novembre 2024 | 978-4-08-884314-8 | 30 septembre 2025 | 978-2-34-406281-4 |
| Titre du volume : Les remous d'une époque (時代のうねり, Jidai no Uneri) Personnages en couverture : Jaygarcia Saturn, Dorry, Monkey D. Luffy, Broggy, Jewelry Bonney, Shepherd Ju Peter, Ethanbaron V. Nusjuro, Topman Warcury et Marcus MarsListe des chapitres : - Ch.1111 : Le bouclier du soleil (太陽の盾, Taiyō no Tate) Tandis que Dorry et Broggy aident Luffy à combattre Saturn et Warcury, Mars entre à l'étage du laboratoire et libère York, pendant que le géant d'acier s'éveille. - Ch.1112 : Face à l'adversité (ハードアスペクト, Hādo Asupekuto) Mars s'introduit dans les Punk Records afin d'empêcher la diffusion du message de Végapunk, pendant que l'équipage de Chapeau de paille et leurs alliés font face aux autres doyens et à la Marine. - Ch.1113 : Impasse (STALEMATE, Suteirumeito) Les cinq doyens comprennent que Végapunk a prévu des leurres et ils ne parviennent pas à comprendre comment arrêter la diffusion du message du scientifique. Alors que l'équipage de Chapeau de paille combattent respectivement Nusjuro et Saturn, Végapunk commence son message en révélant au monde entier sa propre mort et le fait que le monde va sombrer sous dans l'océan. - Ch.1114 : Les ailes d'Icare (イカロスの翼, Ikarosu no Tsubasa) Tandis que les cinq doyens tentent désespérément d'interrompre la transmission et d'empêcher Luffy de fuir, Végapunk détaille sa théorie en prédisant la montée des eaux survenue le jour même et il révèle ses connaissances sur le "siècle oublié" pendant lequel vivait un certain Joy Boy, le premier homme à être appelé "pirate". - Ch.1115 : Des fragments de continents (大陸の断片, Tairiku no Danpen) Alors que Nusjuro tranche l'étage du laboratoire et que Mars et Saturn éliminent tous les escargophones avec le fluide royal, Végapunk révèle la guerre titanesque d'il y a 800 ans ayant opposé Joy Boy et la coalition de vingt royaumes, qui a entraîné une montée des eaux de 200 mètres à cause de l'utilisation des armes antiques. - Ch.1116 : Dilemme (葛藤, Kattō) Pendant que York révèle aux cinq doyens que l'escargophone émetteur du message de Végapunk se trouve dans le géant d'acier, le scientifique informe le monde de la création de sa propre force motrice, le "Mother Flame", et de la manière dont un fragment dérobé a été utilisé à mauvais escient pour potentiellement alimenter l'une des armes antiques et détruire le royaume de Rourucia, avant d'expliquer que le roi des pirates et son équipage ont tout appris des mystères du "siècle oublié". - Ch.1117 : Se... (も, Mo) Pendant que Nusjuro tente d'arrêter la fuite de l'équipage de Chapeau de paille à bord du Thousand Sunny et que l'équipage des géants se prépare à lever l'ancre, les autres doyens ciblent le géant d'acier et ils parviennent à interrompre le message de Végapunk avant que celui-ci ne révèle une information aux personnes dont le nom contient le "D". - Ch.1118 : Devenir libre (自由になる, Jiyū ni Naru) Tandis que le géant d'acier sombre dans l'océan, les cinq doyens se préparent à prendre en chasse Lilith et Atlas afin de les éliminer. Mars attaque le "Great Erik" afin d'empêcher l'équipage de Chapeau de paille et l'équipage des géants de fuir, mais Luffy et Bonney se préparent à le combattre en se transformant tous les deux en "Nika". - Ch.1119 : Emeth (エメト, Emeto) Alors que Luffy, Sanji, Franky et Bonney parviennent à projeter Mars loin d'Egg Head, Luffy et Emeth empêchent Warcury et Ju Peter de détruire le "Great Erik" pendant que la diffusion du message de Végapunk reprend. - Ch.1120 : Atlas (暴, Atorasu) Tandis que Ju Peter combat Emeth et que Saturn parvient à monter sur le "Great Erik", Atlas se sacrifie en faisant exploser son corps pour retenir Nusjuro loin du Thousand Sunny et de Lilith. - Ch.1121 : Les remous d'une époque (時代のうねり, Jidai no Uneri) Pendant que Luffy et Bonney parviennent à éjecter Saturn du navire grâce à leurs attaques simultanées en forme "Nika", Végapunk estime que le sort du monde dépend de celui qui trouvera le "One Piece". |                   |                   |                   |                   |
| Résumé : - Arc Egg Head (6e partie) |                   |                   |                   |                   |

### Tomes 111 à aujourd'hui
| no | Japonais       | Japonais          | Français        | Français |
| no | Date de sortie | ISBN              | Date de sortie  | ISBN     |
| --- | -------------- | ----------------- | --------------- | -------- |
| 111 | 4 mars 2025    | 978-4-08-884491-6 | 3 décembre 2025 |          |
| Titre du volume : Aventure à Erbaf (エルバフの冒険, Erubafu no Bōken) Personnages en couverture : Loki, Sanji Vinsmoke, Monkey D. Luffy, Roronoa Zoro, Usopp, Tony-Tony Chopper et NamiListe des chapitres : - Ch.1122 : Le moment de vérité (イザッテトキ, Izatte Toki) - Ch.1123 : Les deux semaines oubliées (空白の２週間, Kūhaku no Ni-shūkan) - Ch.1124 : Un ami proche (親友, Shin'yū) - Ch.1125 : Ce que mourir signifie (何をもって死とするか, Nani o Motte Shi to Suru ka) - Ch.1126 : Une offense à réparer (落とし前, Otoshimae) - Ch.1127 : Aventure dans un pays mystérieux (謎の国の冒険, Nazo no Kuni no Bōken) - Ch.1128 : RPG (RPG, Āru Pī Jī) - Ch.1129 : Poupées vivantes (生人形, Rivudōru) - Ch.1130 : Le prince de la malédiction (呪いの王子, Noroi no Ōji) - Ch.1131 : Loki du royaume des morts (冥界のロキ, Meikai no Roki) - Ch.1132 : Aventure à Erbaf (エルバフの冒険, Erubafu no Bōken) - Ch.1133 : J'aimerais que tu me félicites (褒めてほしい, Homete Hoshii) |                |                   |                 |          |
| Résumé : - Arc Egg Head (7e partie) - Arc Erbaf (1re partie) |                |                   |                 |          |
| 112 | 4 juillet 2025 |                   |                 |          |
| Titre du volume : Haley (神典, Hārei) Personnages en couverture : Goldberg, Road, Monkey D. Luffy, Stansen, Gerd, Nico Robin, Haguar D. Sauro et HajrudinListe des chapitres : - Ch.1134 : La bibliothèque du hibou (フクロウの図書館, Fukurō no Toshokan) - Ch.1135 : Le toast de l'amitié (友の盃, Tomo no Sakazuki) - Ch.1136 : Le pays qui attendait le soleil (太陽を待つ国, Taiyō o Matsu Kuni) - Ch.1137 : Shamrock entre en scène (シャムロック登場, Shamurokku Tōjō) - Ch.1138 : Haley (神典, Hārei) - Ch.1139 : Le ratiboiseur (山喰らい, Yamagurai) - Ch.1140 : Scopper Gaban (スコッパー・ギャバン, Sukoppā Gyaban) - Ch.1141 : Les femmes plus âgées (歳上の女, Toshiue no Onna) - Ch.1142 : Ce qui me fait peur (わたしのこわいもの, Watashi no Kowai Mono) - Ch.1143 : L'ordre des chevaliers divins (神の騎士団, Kami no Kishidan) - Ch.1144 : L'heure des guerriers (戦士の時間, Senshi no Jikan)                                                                              |                |                   |                 |          |
| Résumé : - Arc Erbaf (2e partie) |                |                   |                 |          |
| 113 | 2025           |                   |                 |          |
| Titre du volume : Personnages en couverture :Liste des chapitres : - Ch.1145 : L'incendie du 2e district forestier de la route sylvestre numéro 8 (樹道8号線第2樹林区火災, Judō Hachi-gōsen Dai-Ni Jurin-ku Kasai) - Ch.1146 : Le calme avant la tempête (静中に動あり, Seichū ni Dō Ari) - Ch.1147 : Ce qui nous fait peur (我々の恐いもの, Wareware no Kowaimono) - Ch.1148 : Ronja (ローニャ, Rōnya) - Ch.1149 : Une seconde (一秒, Ichi-byō) - Ch.1150 : Domi Reversi (黒転支配, Domi Ribāshi) - Ch.1151 : C'est bon, j'ai compris !!! (もういいわかった!!!, Mou ii Wakatta!!!) - Ch.1152 : Une terrible journée (ひどい日, Hidoi hi) - Ch.1153 : La naissance de Loki (ロキ誕生, Roki Tanjō) - Ch.1154 : Même la mort ne veut pas de moi (死ねもしねェ, Shine mo Shinē) |                |                   |                 |          |
| Résumé : - Arc Erbaf (3e partie) |                |                   |                 |          |
| 114 | 2026           |                   |                 |          |
| Titre du volume : Personnages en couverture :Liste des chapitres : - Ch.1155 : L'équipage de Rocks (ロックス海賊団, Rokkusu Kaizokudan) - Ch.1156 : Idoles (アイドル, Aidoru) - Ch.1157 : Un bar de légende (伝説のBAR, Densetsu no Bā) |                |                   |                 |          |
| Résumé : - Arc Erbaf (4e partie) |                |                   |                 |          |

### Shueisha BOOKS
1. 1 2  Tome 101
2. 1 2  Tome 102
3. 1 2  Tome 103
4. 1 2  Tome 104
5. 1 2  Tome 105
6. 1 2  Tome 106
7. 1 2  Tome 107
8. 1 2  Tome 108
9. 1 2  Tome 109
10. 1 2  Tome 110
11. 1 2  Tome 111

### Glénat manga
1. 1 2  Tome 101
2. 1 2  Tome 102
3. 1 2  Tome 103
4. 1 2  Tome 104
5. 1 2  Tome 105
6. 1 2  Tome 106
7. 1 2  Tome 107
8. 1 2  Tome 108
9. 1 2  Tome 109
10. 1 2  Tome 110